# かっとばし金曜日
かっとばし金曜日（かっとばしきんようび）は、山陰放送（BSS）で毎週金曜日の午前7時45分〜午前10時45分に放送されているラジオ番組。2013年10月4日放送開始。（番組開始から2014年9月26日までは午前8時15分～午前10時45分の放送だった。）BSSラジオの朝のワイド番組。BSSラジオでは初となる男性パーソナリティーだけでのレギュラーワイド番組となる。
番組開始から2014年9月26日までは途中に全国ネット番組を挿入することはなかったが、同年10月3日よりBSSラジオ開局以来初めてTBSラジオ制作の「話題のアンテナ 日本全国8時です」を挿入開始。2016年3月25日に終了。

## パーソナリティー
- 宇田川修一（BSSアナウンサー）（2013年10月4日〜2016年3月25日）

## 過去のパーソナリティー
- 橋本航介（2013年10月4日 - 2015年3月27日、サンテレビジョンへの移籍に伴い降板）

## タイムテーブル
- 7:50 JFマリンバンク・海の天気予報
- 7:55 ニュース
- 8:00 話題のアンテナ 日本全国8時です - TBSラジオ制作
- 8:30 交通情報
- 8:55 ニュース
- 9:00 天気予報
- 9:25 マネープラン21
- 9:55 ニュース
- 10:00 天気予報
- 10:05 生活トラブルお助けタイム(第2）
- 10:20 メモリアル百科
- 10:35 お茶の間経済学

## 備考
- 各コーナーは前身番組から続いているものが多い。